# Antenna a stilo

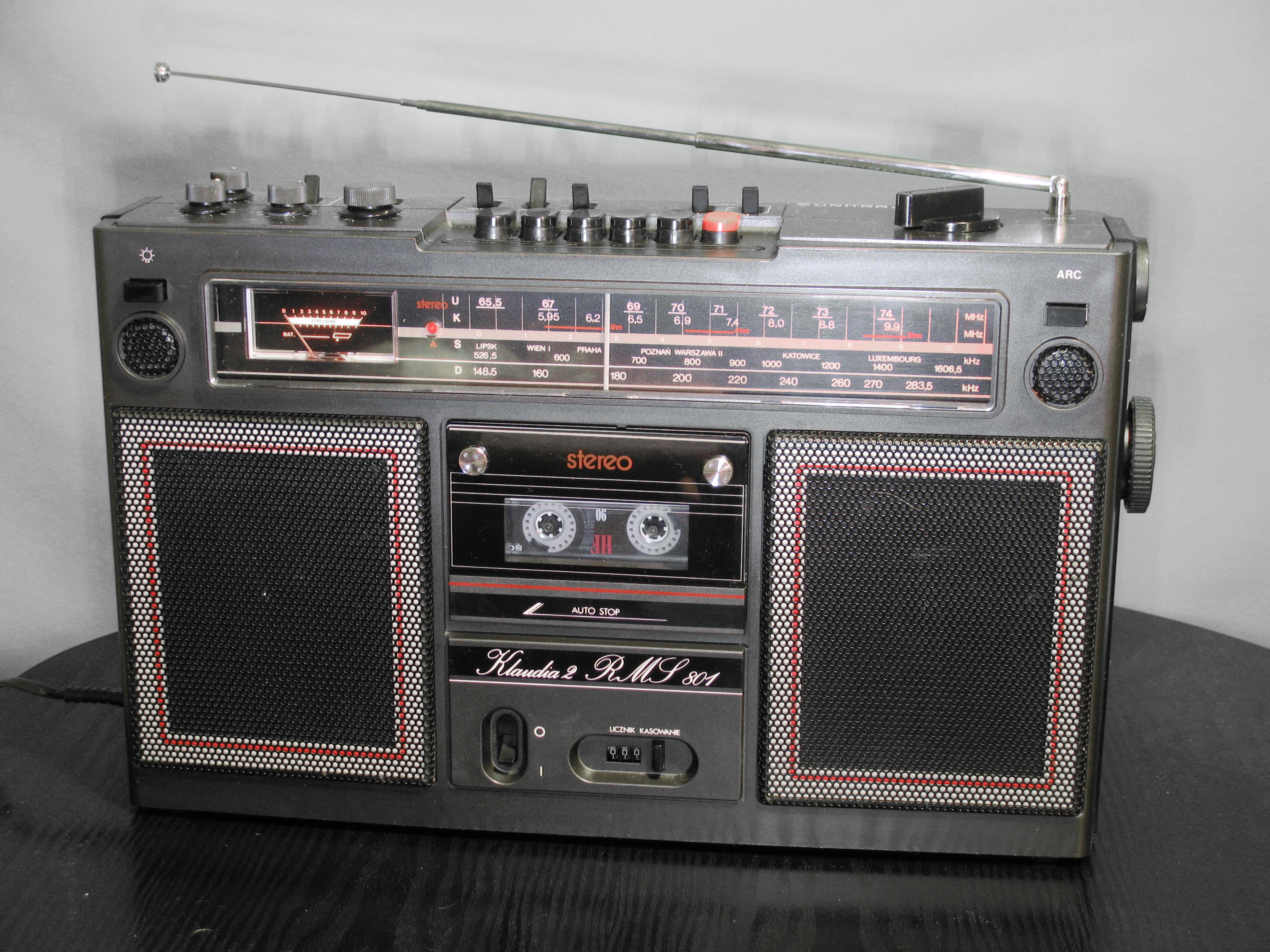
Antenna a frusta su un ricevitore radio FM

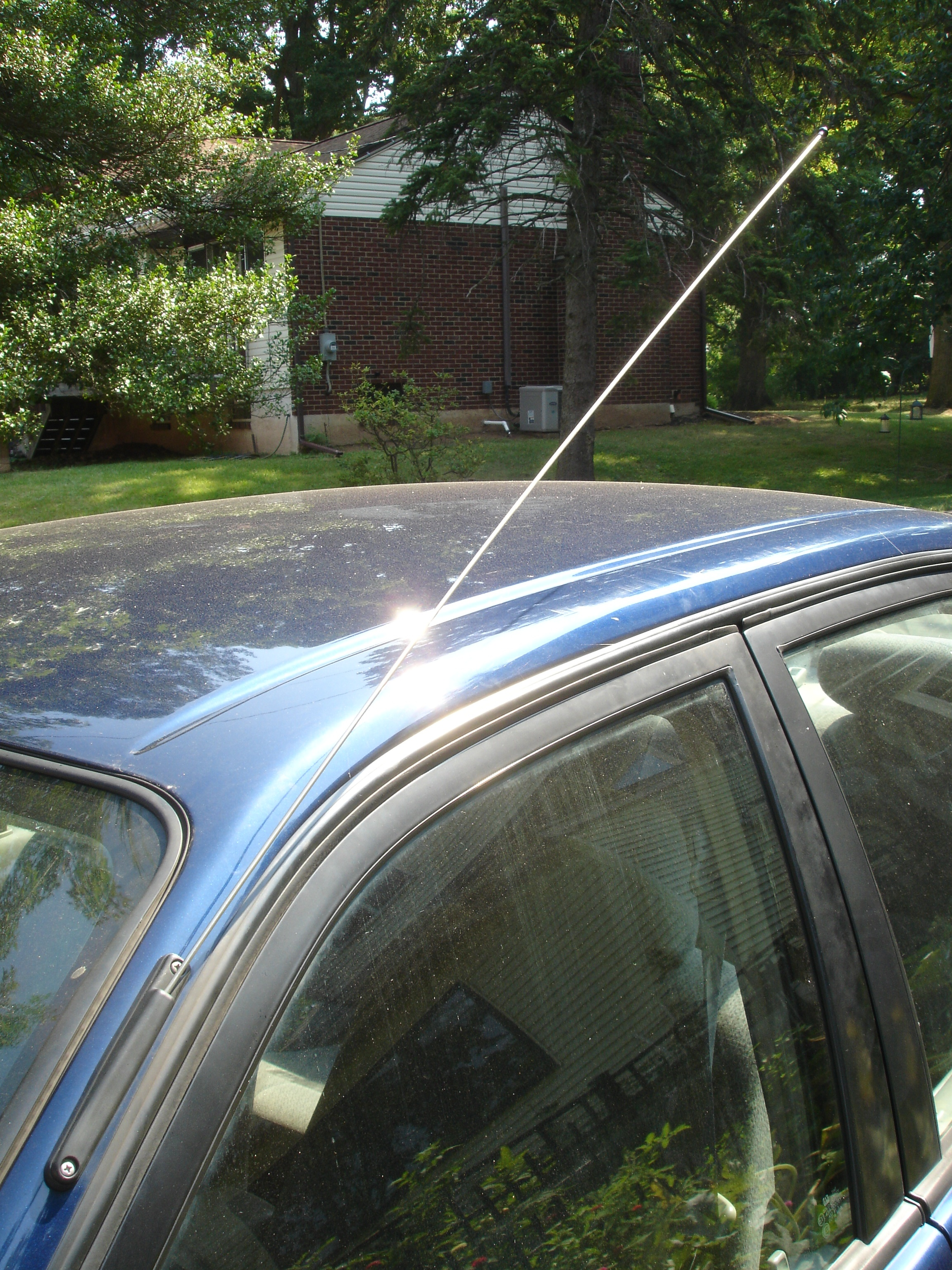
Antenna a stilo su un'automobile

Un'antenna a stilo o antenna a frusta, nota anche con l'appellativo inglese whip antenna, è un'antenna costituita da un filo, o uno stilo, flessibile e rettilineo. L'estremità inferiore dell'antenna a stilo è connessa al ricevitore radio o al trasmettitore. Un'antenna a stilo è una forma di antenna a monopolo. L'antenna è progettata per essere flessibile in modo tale da non rompersi facilmente e l'appellativo di antenna a frusta deriva dal movimento simile a una frusta che esibisce quando viene perturbata. Le antenne a stilo per radio portatili sono spesso costituite da una serie di tubi metallici telescopici ad incastro, in modo da poter essere retratti quando non vengono utilizzati. Le antenne a stilo più lunghe, realizzate per essere montate su veicoli e strutture, sono realizzate con uno stilo in fibra di vetro flessible attorno a un nucleo costituito da un filo e possono essere lunghe fino a 11 m (35 piedi).
La lunghezza ideale di un'antenna a stilo è determinata dalla lunghezza d'onda delle onde radio per le quali viene utilizzata. Il tipo più comune è lo stilo a un quarto d'onda, che ha una lunghezza approssimativa pari a {\displaystyle {\frac {1}{4}}} di lunghezza d'onda, ma queste antenne possono essere più lunghe o più corte in base alla progettazione, variando dalle antenne elettricamente corte di lunghezza pari a {\displaystyle {\frac {1}{10}}} di lunghezza d'onda, fino a {\displaystyle {\frac {5}{8}}} di lunghezza d'onda per migliorare la direttività.
Le antenne a stilo sono il tipo più comune di antenna a monopolo e vengono utilizzate nelle frequenze più elevate della banda radio HF, nella banda radio VHF e nella banda radio UHF. Vengono ampiamente utilizzate come antenne per radio portatili, telefoni cordless, walkie-talkie, radio FM radio, radioregistratori, dispositivi Wi-Fi abilitati, e vengono montate sui veicoli come antenne per autoradio e come antenne per ricetrasmettitori sui veicoli con ruote e sugli aeromobili. Vengono montate versioni più grandi su tetti e balconi e vengono utilizzati tralicci per le antenne delle stazioni fisse radioamatoriali, della polizia, del servizio di ambulanze, del servizio radiotaxi e per altri servizi di spedizione mediante veicoli.

## Diagramma di radiazione
L'antenna a stilo è un'antenna a monopolo e, come un dipolo verticale, ha un diagramma di radiazione omnidirezionale, irradiando uguale potenza radio in tutte le direzioni azimutali (perpendicolari all'asse dell'antenna), con la potenza irradiata che diminuisce con l'angolo di elevazione fino a zero sull'asse dell'antenna. Le antenne a stilo lunghe meno di metà della lunghezza d'onda, comprese le comuni antenne a stilo da un quarto d'onda, hanno un singolo lobo principale e, con un piano di massa perfettamente conduttivo al di sotto di esso, si ha la massima intensità di campo nelle direzioni orizzontali, la quale decresce in modo monotono fino a zero sull'asse. Con un piano di massa piccolo o non perfettamente conduttivo, oppure con nessun piano di massa sotto di esso, il risultato generale è di inclinare il lobo principale verso l'alto in modo che la massima potenza non sia più irradiata orizzontalmente ma ad un certo angolo verso il cielo.
Le antenne più lunghe di mezza lunghezza d'onda hanno diagrammi di radiazione costituiti da diversi "lobi" conici, con massimi di radiazione a diversi angoli di elevazione; maggiore è la lunghezza elettrica dell'antenna, più lobi ha il diagramma.
Un'antenna a stilo verticale irradia onde radio polarizzate verticalmente, con il campo elettrico verticale e il campo magnetico orizzontale.
Le antenne a stilo verticali sono ampiamente utilizzate per comunicazioni radio non direzionali sulla superficie terrestre, quando la direzione verso il trasmettitore (o il ricevitore) è sconosciuta o cambia costantemente, per esempio nel caso dei ricevitori portatili per la radio FM, nel caso dei walkie-talkie e nel caso dei ricetrasmettitori nei veicoli. Questo perché trasmettono (o ricevono) ugualmente bene in tutte le direzioni orizzontali, mentre irradiano poca energia radio verso il cielo dove sarebbe sprecata.

## Lunghezza
Normalmente, le antenne a stilo vengono progettate come antenne risonanti; lo stilo agisce da risuonatore per le onde radio, con le onde stazionarie di tensione e di corrente riflesse avanti e indietro dalle sue estremità. Perciò, la lunghezza dello stilo dell'antenna è determinata dalla lunghezza d'onda ({\displaystyle \lambda }) delle onde radio utilizzate. La lunghezza più comune è approssimativamente un quarto della lunghezza d'onda ({\displaystyle {\tfrac {1}{4}}\lambda }) e si parla di "antenna a stilo da un quarto d'onda" (sebbene spesso queste antenne siano accorciate mediante l'uso di una bobina di carico; vedere sotto Antenne a stilo elettricamente corte). Per esempio, le comuni antenne a stilo da un quarto d'onda utilizzate sulle radio FM in Italia sono lunghe approssimativamente 75 cm, che corrisponde approssimativamente a un quarto della lunghezza d'onda delle onde radio nella banda delle emittenti FM (87,5-108 MHz), la quale è compresa tra 2,78 e 3,42 m.
Sono comuni anche le antenne a stilo da mezz'onda (cioè lunghe {\displaystyle {\tfrac {1}{2}}\lambda }) che hanno un maggiore guadagno e le antenne a stilo da cinque ottavi d'onda (lunghe {\displaystyle {\tfrac {5}{8}}\lambda }) che hanno il massimo guadagno orizzontale ottenibile da un monopolo (se lo stilo è verticale).

## Guadagno e resistenza di radiazione
Il guadagno e l'impedenza d'ingresso dell'antenna dipendono dalla lunghezza dell'elemento a stilo, confrontata con la lunghezza d'onda, ma anche dalle dimensioni e dalla forma del piano di massa utilizzato (se presente). Un'antenna verticale da un quarto d'onda, che funzioni con un piano di massa infinito perfettamente conduttivo, presenterà un guadagno di 5,19 dBi (decibel isotropic, guadagno in decibel rispetto ad un'antenna isotropa) e una resistenza di radiazione di circa 36,8 Ω (Ohm). Tuttavia questo guadagno non viene mai raggiunto nelle antenne reali a meno che il piano di massa non abbia un diametro di molte lunghezze d'onda. È più tipico il valore di 2 dBi per un'antenna a stilo con un piano di massa di {\displaystyle {\tfrac {1}{2}}\lambda ~.} Le antenne a stilo montate sui veicoli utilizzano il rivestimento metallico del veicolo come piano di massa. Nei dispositivi portatili di solito non viene fornito alcun piano di massa esplicito e il lato verso massa della linea di alimentazione dell'antenna viene soltanto connesso alla massa sul circuito stampato del dispositivo. Per questo, la radio stessa, e possibilmente la mano o il corpo dell'utente, fungono da rudimentale piano di massa. Se il telaio della radio è più piccolo dell'antenna stessa, la combinazione di antenna a stilo e radio, spesso, funziona più come antenna a dipolo asimmetrica che come antenna a monopolo. Il guadagno ne risentirà in qualche modo rispetto a un dipolo metallico a mezza onda o rispetto a un'antenna a stilo con un piano di massa ben definito.
Le antenne a stilo non montate sulla radio stessa solitamente vengono alimentate con una linea in cavo coassiale da 50 Ω o 75 Ω di impedenza. Nelle antenne trasmittenti l'impedenza dell'antenna deve essere adattata alla linea di alimentazione per il massimo trasferimento di potenza.
Un'antenna a stilo da mezz'onda (lunghezza {\displaystyle {\tfrac {1}{2}}\lambda }) ha un guadagno leggermente superiore rispetto a un'antenna a stilo da un quarto d'onda, ma ha un nodo di corrente presso il suo punto di alimentazione alla base dello stilo per cui ha un'impedenza d'ingresso molto elevata. Se fosse infinitamente sottile l'antenna avrebbe un'impedenza d'ingresso infinita, ma nella pratica la larghezza finita conferisce alle tipiche antenne a stilo da mezz'onda un'impedenza di 800–1.500 Ω. Solitamente, queste vengono alimentate attraverso un trasformatore di adattamento di impedenza o una sezione di adattamento con stub da un quarto d'onda (si consideri come esempio l'antenna J-pole). Un vantaggio è che, poiché esse agiscono come un dipolo, non hanno bisogno di un piano di massa.
Il massimo guadagno orizzontale di un'antenna a monopolo viene ottenuto ad una lunghezza di cinque ottavi di lunghezza d'onda{\displaystyle {\tfrac {5}{8}}\lambda } pertanto anche questa è una lunghezza comunemente utilizzata per le antenne a stilo. Tuttavia a questa lunghezza il diagramma di radiazione è suddiviso in un lobo orizzontale e un lobo secondario con un angolo di elevazione di 60°, però piccolo, per cui la radiazione ad alto angolo di elevazione è, comunque, scarsa. L'impedenza di ingresso è intorno ai 40 Ω.

## Antenneground plane
In un'antenna a stilo non montata su una superficie conduttiva, come una montata su un traliccio, la mancanza di onde radio riflesse dal piano di massa fa sì che il lobo del diagramma di radiazione sia inclinato verso il cielo, quindi viene irradiata meno potenza nelle direzioni orizzontali, il che è indesiderato per le comunicazioni terrestri. Inoltre, l'impedenza sbilanciata dell'elemento monopolare genera correnti RF in corrispondenza del traliccio di supporto e all'esterno del conduttore di schermatura della linea di alimentazione coassiale connesso a massa, provocando l'irradiazione di onde radio da parte di queste strutture, il che di solito ha un effetto deleterio sul diagramma di radiazione.
Per prevenire ciò, con antenne a stilo fisse montate su strutture, viene spesso utilizzato un piano di massa, in inglese ground plane, artificiale, costituito da tre o quattro stili lunghi un quarto di lunghezza d'onda, detti radiali, connessi al terminale opposto della linea di alimentazione (ossia, come mostra la figura a fianco, non al conduttore centrale della linea di alimentazione coassiale, che è connesso all'antenna, ma al conduttore esterno di schermatura, che è connesso a massa), i quali si estendono orizzontalmente a partire dalla base dell'antenna a stilo. Queste antenne sono dette antenne ground plane.  Questi pochi elementi filari corti (i radiali orizzontali) servono per ricevere la corrente di spostamento dall'elemento alimentato (lo stilo verticale che deve irradiare) e riportarla al conduttore connesso a massa della linea di trasmissione, facendo in modo che l'antenna si comporti in qualche modo come se avesse un piano conduttivo continuo sotto di essa.
La resistenza di radiazione di un'antenna ground plane da un quarto d'onda con i radiali orizzontali connessi a massa (ossia connessi al conduttore esterno di schermatura della linea di alimentazione coassiale, a sua volta connesso a massa) è intorno ai 22 Ω, il che corrisponde a uno scarso adattamento alla linea di alimentazione in cavo coassiale e il lobro principale del diagramma di radiazione è ancora inclinato verso il cielo. Spesso (guardare le immagini) i radiali che fungono da piano di massa vengono inclinati verso il basso a un angolo di 45 gradi, il che ha l'effetto di abbassare il lobo principale del diagramma di radiazione, in modo che una parte maggiore della potenza venga irradiata nelle direzioni orizzontali, e aumenta l'impedenza di ingresso per avere un buon adattamento ai cavi coassiali standard da 50 ohm.  Per l'adattamento ai cavi coassiali da 75 ohm, le estremità del piano di massa possono essere rivolte verso il basso o può essere utilizzato un elemento alimentato monopolare ripiegato.

## Antenne a stilo elettricamente corte

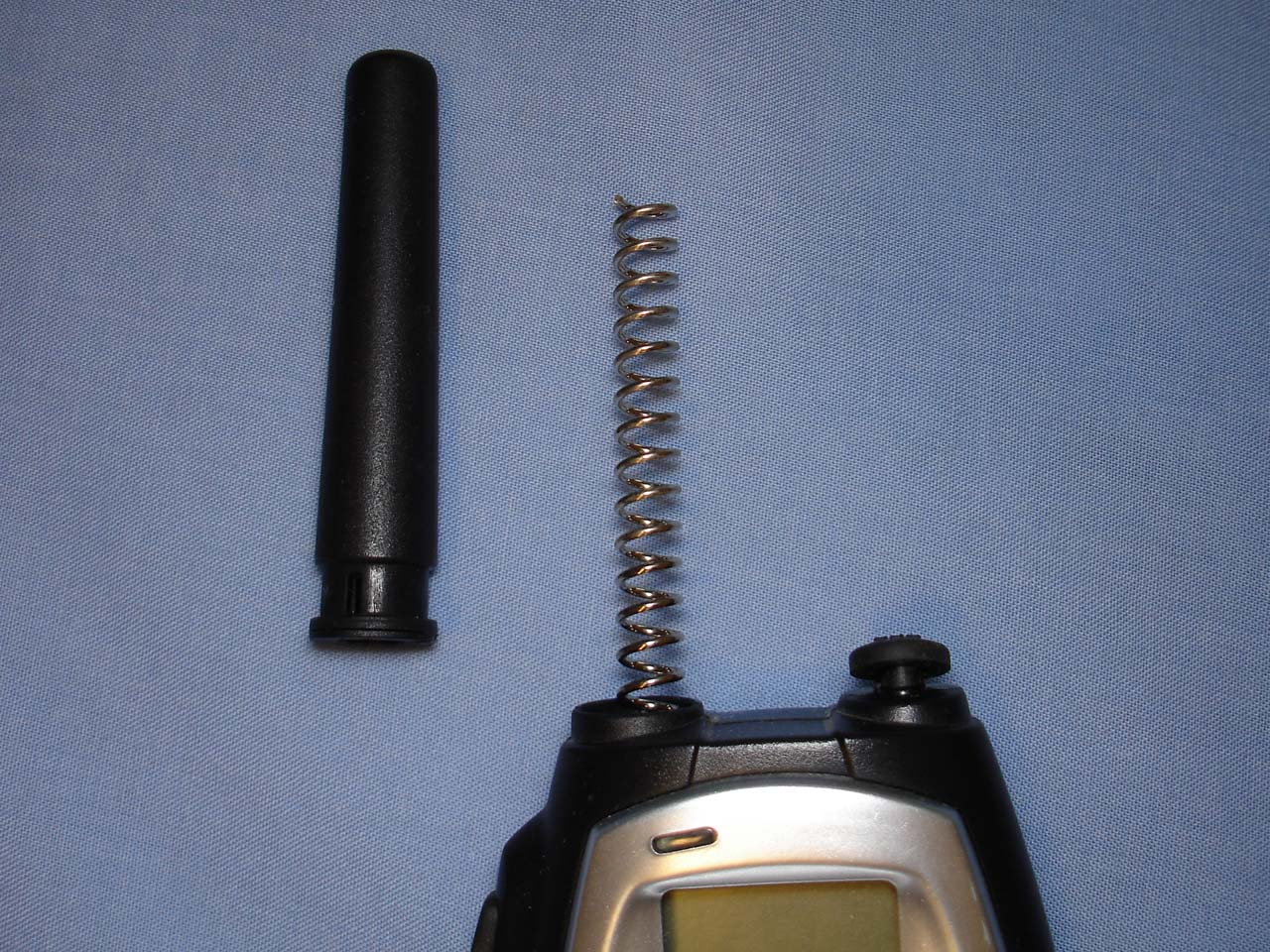
Una rubber ducky antenna, un tipo comune di antenna a stilo elettricamente corta, su un ricetrasmettitore portatile per la banda cittadina in UHF, con rivestimento in gomma (a sinistra) rimosso.

Per ridurre la lunghezza di un'antenna a stilo in modo da renderla meno ingombrante, viene spesso aggiunto, in serie con essa, un induttore (bobina di carico). Ciò consente di rendere l'antenna molto più corta della lunghezza normale di un quarto di lunghezza d'onda e di essere comunque risonante, annullando la reattanza capacitiva dell'antenna corta. La bobina viene aggiunta alla base dell'antenna a stilo (e si parla di antenna a stilo caricata alla base) o, a volte, a metà lunghezza (antenna a stilo caricata al centro). Nella forma più diffusa, la rubber ducky antenna, la bobina di carico è integrata con l'antenna stessa rendendo l'antenna a stilo un'elica stretta di filo, come una molla. L'elica distribuisce l'induttanza per tutta la lunghezza dell'antenna migliorando il diagramma di radiazione e, inoltre, la rende più flessibile. Un'altra alternativa utilizzata occasionalmente per accorciare l'antenna è aggiungere un "cappello capacitivo", costituito da uno schermo metallico o da fili radianti, all'estremità (tipicamente in cima all'antenna). Tuttavia, tutte le antenne a stilo elettricamente corte presentano un guadagno minore rispetto a un'antenna a stilo con tutta la lunghezza di un quarto d'onda.
Il funzionamento in multibanda è possibile con bobine poste a circa metà lunghezza dell'antenna o un terzo e due terzi, le quali non influiscono molto sull'antenna nella banda più bassa, ma ciò genera l'effetto di avere dei dipoli sovrapposti su una banda più alta (tipicamente corrispondente al doppio o al triplo della frequenza).
A frequenze più elevate (2,4 GHz, ma esistono antenne a stilo in campo militare per la banda da 50 MHz a 80 MHz e sono una soluzione standard per le radio per il SINCGARS, Single Channel Ground and Airborne Radio System, nell'intervallo 30–88 MHz), la linea coassiale di alimentazione può salire al centro di un tubo. La giunzione isolata del tubo e dello stilo è alimentata dal cavo coassiale e l'estremità inferiore del tubo in cui entra il cavo coassiale ha un supporto isolato. Questo tipo di antenna a stilo verticale è un dipolo completo e quindi non necessita di piano di massa. Generalmente, quest'antenna funziona meglio a diverse lunghezze d'onda dal suolo, da qui deriva la limitazione del suo impiego, normalmente, solo alle bande delle microonde.

## Danni alle antenne dei veicoli
Le antenne a stilo sui veicoli possono essere danneggiate dall'impianto di autolavaggio automatico, specialmente da quelli che utilizzano spazzole rotanti per rimuovere abrasivamente lo sporco dall'esterno della carrozzeria del veicolo. Poiché le spazzole devono entrare in contatto con la superficie del veicolo, esse possono piegare o staccare completamente le antenne a stilo. Generalmente, si consiglia di rimuovere o ritrarre queste antenne in modo tale che le spazzole non vengano a contatto, oppure il proprietario del veicolo dovrebbe utilizzare solo un autolavaggio automatico a getto d'acqua senza contatto.